# 都羅
都羅（つら、生没年不明）は、7世紀の人物で、朝鮮半島沖の済州島にあった耽羅国の王子である。673年と677年に日本への朝貢の使者になった。
都羅に関する記録は『日本書紀』にある。天武天皇2年（673年）閏6月8日に、耽羅の王子久麻伎に従って朝貢に来た。彼らは天智天皇の死を弔うために来たが、筑紫にとどめられ、8月25日に帰国を命じられた。壬申の乱に勝って即位した天武天皇は、弔喪の使者を入れなかったのである。
天武天皇6年（677年）8月28日に都羅は再び朝貢に来た。このときは都羅が王子であった。翌年1月22日に都に向かったが、帰国の記事はない。これが日本に対する耽羅の朝貢の最後となった。